# Estación de Plaza Mayor
Plaza Mayor es un apeadero ferroviario situado junto al Centro de Ocio Plaza Mayor (distrito de Churriana) en el municipio español de Málaga en la comunidad autónoma de Andalucía. Forma parte de la línea C-1 de Cercanías Málaga.
Se accede al apeadero desde la salida 230 de la Autovía del Mediterráneo, y está cercana al Parador Málaga Golf y a la urbanización Guadalmar. Además, tiene proximidad con las antiguas instalaciones militares del Campamento Benítez, que actualmente está en remodelación para darle un uso civil como parque público.

## Situación ferroviaria
Se encuentra en la línea férrea de ancho ibérico Málaga-Fuengirola, pk. 10,5.

## Servicios ferroviarios

### Cercanías
Forma parte de la línea C-1 de Cercanías Málaga. 

## Conexiones
- Autobús urbano: Línea 5 entre Alameda Principal,San Julián, Guadalmar y Churriana.

Línea 9 entre Alameda Principal y Churriana.
Línea 10 entre Alameda Principal y Churriana. 
- Autobús Interurbano:la Línea M-136 de Cártama-Alhaurín de la Torre y la Línea M-123 de Churriana-Torremolinos-Benalmádena adscrita al Consorcio de Transporte Metropolitano del Área de Málaga.

- Cercanías Málaga:C1 Málaga-Fuengirola.

- Por la noche N5
- Interurbano M-110